# Безлай Франце
Безлай Франце (*19 вересня 1910 — †1993) — словенський мовознавець, літературознавець і перекладач, член Словенської академії наук і мистецтв (з 1964).
У часописі «Ljubljanski zvon» (1939, № 3-4) вмістив свої переклади віршів Тараса Шевченка «Думка» («Нащо мені чорні брови»), «Минають дні, минають очі», «Молтва», «Косар» («Понад полем іде») й статтю «Тарас Шевченко» — про життя і творчість українського поета, про його вплив на словенського поета О. Жупанчина.